# Barão Kilkeel

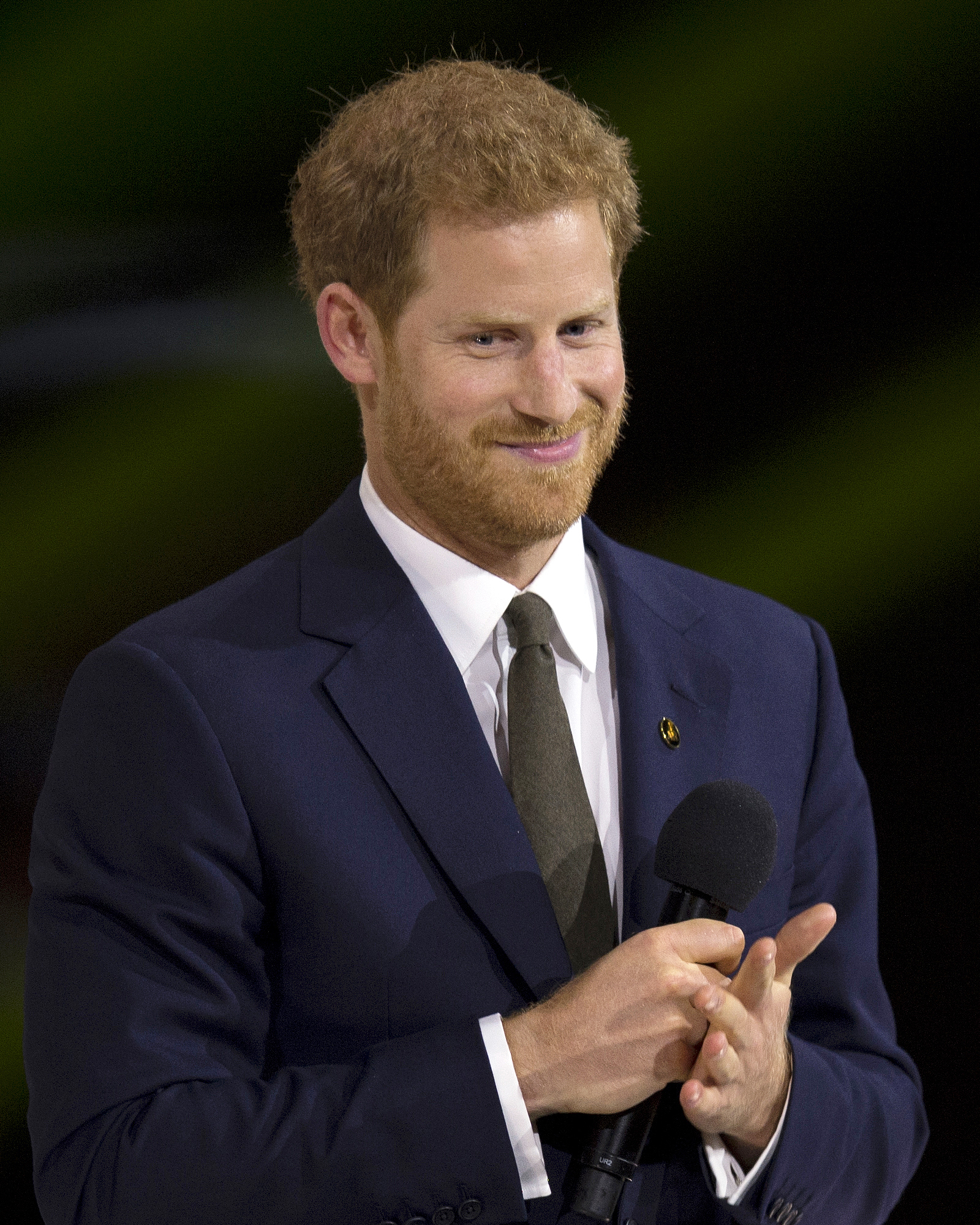
Príncipe Henrique, Duque de Sussex. O atual Barão Kilkeel

Barão Kilkeel é um título no pariato do Reino Unido. Ele foi criado em 19 de maio de 2018, pela Rainha Elizabeth II como um presente para o seu neto, o Príncipe Henrique, Duque de Sussex, por ocasião do seu casamento com Meghan, Duquesa de Sussex. É associado com a cidade de Kilkeel, Condado de Down, na Irlanda do Norte. No mesmo dia, também foi criado o título de Duque de Sussex e Conde de Dumbarton. Tradicionalmente, são concedidos pelo menos um título no dia do casamento do Monarca dos membros masculinos da família Real. O título completo e a designação da baronia é "o Barão Kilkeel, de Kilkeel no Condado de Down".

## História e reação
Antes de 2018, nunca havia tido um título nobre relacionado a Kilkeel. Anteriormente foi a capital do Reino de Mourne na Idade das Trevas. Ela está localizado perto das Montanhas de Mourne e é usada como base para a maior frota de pesca na Irlanda do Norte. A baronia foi recém-criada para ser o título na Irlanda do Norte do Príncipe Henrique, garantindo que ele mantenha um título em cada um dos três reinos que compõem o Reino Unido. O título da baronia foi discutido entre A Rainha e o Príncipe Henrique de forma privada, no entanto A Rainha foi quem escolheu o título para conferir.
Após a notícia de que o título de Barão Kilkeel estava sendo criado pela Rainha para o Príncipe Henrique, o Membro do Parlamento de Lagan Valley do Partido Unionista Democrático, Sir. Jeffrey Donaldson reagiu em sua conta no Twitter. Donaldson disse que ele estava: "muito feliz que o Príncipe Harry está se tornando Barão Kilkeel no dia de seu casamento. O povo da minha terra natal Mourne está nas alturas. É um dia realmente histórico para o Kilkeel."